# NGC 3239
NGC 3239 је галаксија у сазвежђу Лав која се налази на NGC листи објеката дубоког неба.
Деклинација објекта је + 17° 9' 37" а ректасцензија 10h 25m 5,5s. Привидна величина (магнитуда) објекта NGC 3239 износи 11,1 а фотографска магнитуда 11,7. Налази се на удаљености од 8,1000 милиона парсека од Сунца. NGC 3239 је још познат и под ознакама UGC 5637, MCG 3-27-25, CGCG 94-38, IRAS 10224+1724, ARP 263, VV 95, KCPG 236A, PGC 30560.